# 伊達宗徳
伊達 宗徳（だて むねのり）は、江戸時代後期の大名、明治時代の華族。最終的な位階爵位は正二位侯爵。
伊予国宇和島藩第9代（最後）藩主、同藩初代（最後）知藩事。明治以降華族に列し、華族令施行により伯爵となり、明治24年（1891年）4月23日に、養父・伊達宗城の勲功により侯爵に陞爵する。
幼名は扇松丸。別名に紀周（ただちか）、宗周（むねちか）。号は馨山。。

## 生涯
第7代藩主・伊達宗紀の三男として生まれる。
天保8年（1837年）、従兄にあたる第8代藩主・宗城の養嗣子となり、安政5年（1858年）11月23日に宗城が井伊直弼の安政の大獄で隠居処分となったため、家督を相続した。藩主就任後も実権は宗城に掌握されていたが、それでも宗城の改革路線を引き継いで専売制の強化、西洋式軍制の導入、教育などの普及など様々な改革で成果を挙げている。しかし、やはり宗城の存在は大きく、宗徳はお飾りの立場に近かった。
1891年（明治24年）4月23日に侯爵に陞爵し、貴族院侯爵議員となる。
明治38年（1905年）11月29日、76歳で死去した。法号は霊照院殿旧宇和島城主正二位馨山宗徳大居士。墓所は愛媛県宇和島市野川の大隆寺。

## 栄典
- 1884年（明治17年）7月7日 - 伯爵[4]
- 1900年（明治33年）6月20日 - 従二位[5]
- 1905年（明治38年）11月28日 - 正二位[6]

## 系譜
- 父：伊達宗紀（1792年? - 1889年） - 第7代藩主
- 母：吉見氏
- 兄弟姉妹
  - 長女 - 夭折
  - 長男 - 夭折
  - 次男：徳千代 - 夭折
  - 二女：就 - 夭折
  - 三女：長 - 夭折
  - 四女：喜 - 夭折
  - 五女：貞 - 夭折
  - 三男：伊達宗徳
  - 六女：信 - 夭折
  - 四男：篤之助 - 夭折
  - 五男：松平忠淳（1841年 - 1860年） - 備前島原藩主・松平忠精養嗣子
  - 七女：正子 - 松平忠精継室
  - 八女：節子 - 保科正益正室
- 養父：伊達宗城（1818年 - 1892年） - 第8代藩主
- 正室：孝子 - 毛利斉元次女
- 継室：佳子 - 佐竹義厚長女
- 生母不明の子女
  - 長男：伊達宗陳（1861年 - 1923年）
  - 次女：能久親王妃富子（1862年 - 1936年） - 島津久光養女、北白川宮能久親王妃
  - 次男：本多康虎 - 子爵本多康穣養嗣子
  - 三男：伊達紀隆（ただたか） - 分家、陸軍歩兵中佐。妻の智は子爵北条氏恭の娘。子に11代宗彰。その岳父に子爵松平慶民。子の徳真（宗彰の兄）の岳父に伯爵吉井幸蔵
  - 四男：伊達武四郎 ‐ 衆議院議員
  - 五男：土居剛吉郎（1870年 - 1949年） - 土居通夫養子。岳父に五代友厚
  - 六男：丹羽長徳（1873年 - 1947年） - 子爵丹羽長国養嗣子
  - 七男：一柳直徳（なおえ） - 一柳頼明の弟・一柳紹念養子
  - 八男：伊達重正
  - 九男：二荒芳徳（1886年 - 1967年） - 伯爵二荒芳之養嗣子
  - 十男：十郎 - 伊達武四郎養子

```
　　　　　　　　　　　　井上三郎
　　　　　　　　　　　　　　┃
　　　　　　　　　　　　　　┣━━━井上光貞
　　　　　　　　　　　　　　┃　　　　┃
　　　　　　　　井上馨━━千代子　　　┃
　　　　　　　　　　　　　　　　　　　┃
　　　　　　　伊達宗徳━━二荒芳徳　　┃　　　
　　　　　　　　　　　　　　　┃　　┏明子
　　　　　　　　　　　　　　　┣━━┫
　　　　　　　　　　　　　　　┃　　┗治子
　　　北白川宮能久親王━━━拡子　　　┃
　　　　　　　　　　　　　　　　　　　┃
　　　　　　　　　　　　石坂泰三　┏石坂一義
　　　　　　　　　　　　　　　┃　┃
　　　　　　　　　　　　　　　┣━╋石坂泰介
　　　　　　　　　　　　　　　┃　┃　　　
　　　　　　　　　織田一━━雪子　┣石坂泰夫
　　　　　　　　　　　　　　　　　┃
　　　　　　　　　　　　　　　　　┣石坂泰彦
　　　　　　　　　　　　　　　　　┃
　　　　　　　　　　　　　　　　　┣石坂信雄
　　　　　　　　　　　　　　　　　┃
　　　　　　　　　　　　　　　　　┣智子
　　　　　　　　　　　　　　　　　┃
　　　　　　　　　　　　　　　　　┗操子
　　　　　　　　　　　　　　　　　　┃
　　　　　　　　　　　霜山精一━━霜山徳爾

```